# Winnetka Challenger 1993
Il Winnetka Challenger 1993 è stato un torneo di tennis facente parte della categoria ATP Challenger Series nell'ambito dell'ATP Challenger Series 1993. Il torneo si è giocato a Winnetka negli Stati Uniti dal 26 luglio al 1º agosto 1993 su campi in cemento.

## Vincitori

### Singolare
Kevin Ullyett ha battuto in finale  Maurice Ruah con il punteggio di 6–3, 6–2

### Doppio
Wayne Arthurs /  Mark Petchey hanno battuto in finale  Patrick Rafter /  Sandon Stolle con il punteggio di 7–6, 6–7, 6–4